# Razvojni stadiji šume
Razvojni stadiji šume su pojedini stadiji razvoja tijekom životnog vijeka neke šume. Određivanjem pojedinog razvojnog stadija, određuje se do kojeg je stupnja razvoja došla jedna šumska sastojina.
Postoji više podjela razvojnih stadija šuma. U Hrvatskoj se koriste dvije podjele: podjela s biološkog i podjela s gospodarskog gledišta.  

## Biološko gledište
S biološkog gledišta razvojni stadiji šume su: ponik, pomladak (mlađi i stariji), mladik (mlađi i stariji), mlada sastojina, srednjodobna sastojina, starija sastojina i stara sastojina. 
Ponik su mlade biljčice nastale iz sjemena, mlađe od jedne godine. Pojavljuju se u velikom broju i dolazi do prirodnog odabiranja i propadanja dijela ponika. 
Pomladak su biljke od jedne godine do vremena, kada im se oblikuju deblo i krošnja. Mlađi pomladak bori se s korovom, grmljem i drugim konkurentnim vrstama, dok stariji pomladak postupno se oslobađa konkurencije i dolazi do sklopljene sastojine. 
Mladik je razdoblje od pojave oblikovanog debla i krošnja do vremena kulminacije visinskog prirasta. U tom periodu događa se nagli rast u visinu. U razdoblju starijeg mladika dolazi do znatnog debljinskog prirasta i širenje krošnje te raslojavanje po visini. 
Obilježja mlade sastojine su kulminacija debljinskog, volumnog i prosječnog visinskog prirasta. Stabla se intenzivno razvijaju i povoljno reagiraju na njegu šume. 
Srednjodobna sastojina nalazi se na oko polovice životnog vijeka jedne šume. Smanjuje se prirast i biološki potencijal, oblikuje se struktura i izgled šume. 
Starije sastojine prevalile su oko dvije trećine životnog vijeka šume. Još kvalitetno prirašćuju, ali se proredama ne utječe znatnije na kvalitetu kao i u prethodnom razdoblju. 
Stara sastojina je na kraju svog životnog vijeka. Glavna težnja je, da se sastojina pripremi za prirodno pomlađivanje, da sjeme obilato urodi i naplodi tlo, kako bi mogao niknuti obilan ponik, koji će zamijeniti postojeću staru sastojinu.

## Gospodarsko gledište
Razvojni stadiji s gospodarskog gledišta dobili su nazive prema sortimentima, koji se mogu dobiti u određenoj periodu razvoja šume te s obzirom na biološka svojstva i ekološke zahtjeve vrste drveća. Ti razvojni stadiji su: koljik, letvik, stupovlje i pilanska oblovina.
Razdoblje koljika ima obilježje starijeg mladika. Tada se mogu dobiti kolci i poluoblice promjera od 5 do 7 cm. U tom stadiju, stabla se čiste od suvišnih grana, dolazi do raslojavanja po visini, intenzivnog rast i razvoja, već se mogu prepoznati stabla budućnosti, koja će biti dominantna. Razdoblje letvika događa se u vrijeme mlade sastojine. Mogu se dobiti letve od stabala prsnih promjera od 7 do 15 cm. U tom razdoblju dolazi do podjele stabala po visinskim, debljinskim i vrijednosnim razdobljima. Rade se njege proredom. Razdoblje stupovlja u vrijeme, kada stabla imaju prsne promjere od 15 do 25 cm. Pilanska oblovina dobiva se od stabla srednjodobne, starije i stare sastojine, koje imaju stabla prsnih promjera iznad 25 cm.